# Regionen Ungarns
In Ungarn wurden 1999 sieben Regionen geschaffen, auch um Auflagen der Europäischen Union zu erfüllen (sie entsprechen in der europäischen Statistik der Ebene NUTS 2). Diese Regionen werden aus den Komitaten Ungarns gebildet und dienen vor allem statistischen Zwecken.

## Statistische Regionen
| Name der Region                        | Fläche (km²) | Einwohner | Bevölkerungsdichte (Einw./km²) | Komitate                                                  | Städte mit Komitatsrecht                             |
| -------------------------------------- | ------------ | --------- | ------------------------------ | --------------------------------------------------------- | ---------------------------------------------------- |
| Nordungarn Észak-Magyarország          | 13.428       | 1.209.142 | 90                             | Borsod-Abaúj-Zemplén, Heves, Nógrád                       | Miskolc, Eger, Salgótarján                           |
| Nördliche Große Tiefebene Észak-Alföld | 17.749       | 1.492.502 | 84                             | Hajdú-Bihar, Jász-Nagykun-Szolnok, Szabolcs-Szatmár-Bereg | Debrecen, Szolnok, Nyíregyháza                       |
| Südliche Große Tiefebene Dél-Alföld    | 18.339       | 1.318.214 | 71                             | Bács-Kiskun, Békés, Csongrád-Csanád                       | Kecskemét, Békéscsaba, Szeged, Hódmezővásárhely      |
| Mittelungarn Közép-Magyarország        | 6.919        | 2.951.436 | 426                            | Pest, Budapest-Hauptstadt                                 | Érd                                                  |
| Mitteltransdanubien Közép-Dunántúl     | 11.237       | 1.098.654 | 97                             | Komárom-Esztergom, Fejér, Veszprém                        | Tatabánya, Székesfehérvár, Dunaújváros, Veszprém     |
| Westtransdanubien Nyugat-Dunántúl      | 11.209       | 996.390   | 88                             | Győr-Moson-Sopron, Vas, Zala                              | Győr, Sopron, Szombathely, Zalaegerszeg, Nagykanizsa |
| Südtransdanubien Dél-Dunántúl          | 14.169       | 947.986   | 66                             | Baranya, Somogy, Tolna                                    | Pécs, Kaposvár, Szekszárd                            |

## Euroregionen
Die folgenden Euroregionen liegen mindestens teilweise innerhalb Ungarns:
- Euroregion Karpaten: Győr-Moson-Sopron, Vas, Zala
- Euroregion Donau-Drau-Save: Baranya, Somogy
- Euroregion Donau-Kreisch-Marosch-Theiß (DKMT): Bács-Kiskun, Békés, Csongrád, Jász-Nagykun-Szolnok
- Euroregion Ister-Granum: Komárom-Esztergom, Nógrád

Die Grenzen der Komitate decken sich nicht immer mit denen der Euroregionen, wodurch eine Überschneidung möglich ist.